# Опозиційний ефект

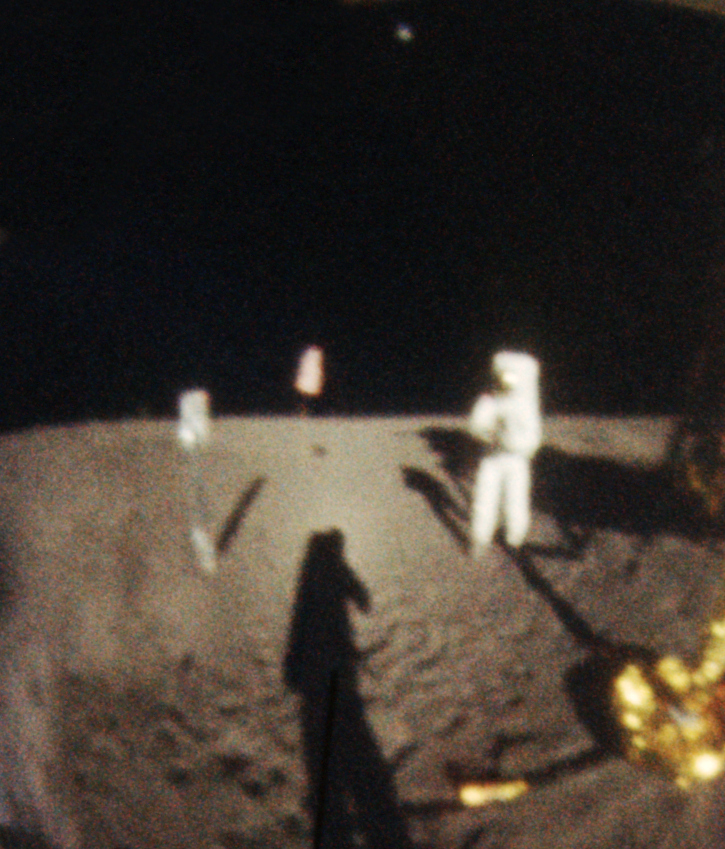
Опозиційний ефект від місячного ґрунту проявляє себе на фотографії як яскрава область навколо тіні голови фотографа. Фото Базза Олдріна і Ніла Армстронга під час космічної місії «Аполлон-11».

Опозиційний ефект (або ефект Зелігера) — різке збільшення яскравості шорсткої поверхні, коли джерело світла знаходиться безпосередньо позаду спостерігача.
Цей термін особливо широко використовується в астрономії, де зазвичай він стосується значного збільшення яскравості небесного тіла (наприклад, Місяця, планети або комети), коли його фазовий кут наближається до нуля. Фазовий кут є найменшим, коли планета перебуває в опозиції, що й дало ефекту його назву. Для пояснення опозиційного ефекту були запропоновані два фізичні механізми: приховування тіні та когерентне зворотне розсіювання. Математично опозиційний ефект описується двома параметрами Гапке.
Опозиційний ефект завдяки когерентному зворотному розсіюванню також розглядають в радарній астрономії. А проявом опозиційного ефекту на зодіакальному пилу є явище протисяйва.

## Огляд

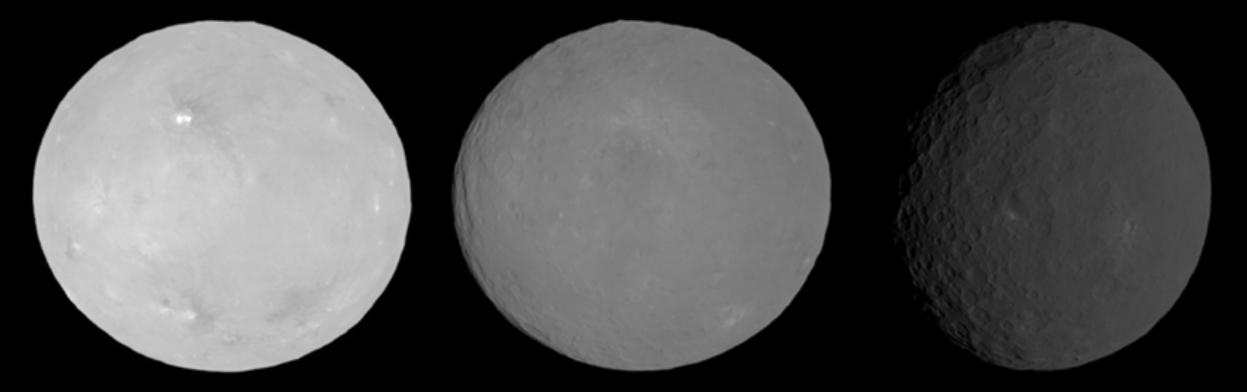
Карликова планета Церера, зображена космічним апаратом Dawn під фазовими кутами 0°, 7° і 33°. Світлий колір лівого зображення (під фазовим кутом 0°) демонструє збільшення яскравості через опозиційний ефект.

Фазовий кут визначається як кут між спостерігачем, спостережуваним об'єктом і джерелом світла. У випадку Сонячної системи джерелом світла є Сонце, а спостерігач, як правило, знаходиться на Землі. При нульовому фазовому куті Сонце розташоване прямо за спостерігачем, а об'єкт розташований прямо попереду, повністю освітлений Сонцем.
Коли фазовий кут об'єкта, освітленого Сонцем, зменшується, яскравість об'єкта швидко зростає. Головним чином це пов'язано зі збільшенням освітленої площі, але також частково й зі зміною яскравості частини, освітленої Сонцем. На це впливають такі фактори, як кут, під яким спостерігається світло, відбите від об'єкта. З цієї причини, наприклад, повний місяць більш ніж вдвічі яскравіший за місяць першої чи третьої чверті, навіть якщо видима освітлена площа здається рівно вдвічі більшою.

## Фізичні механізми

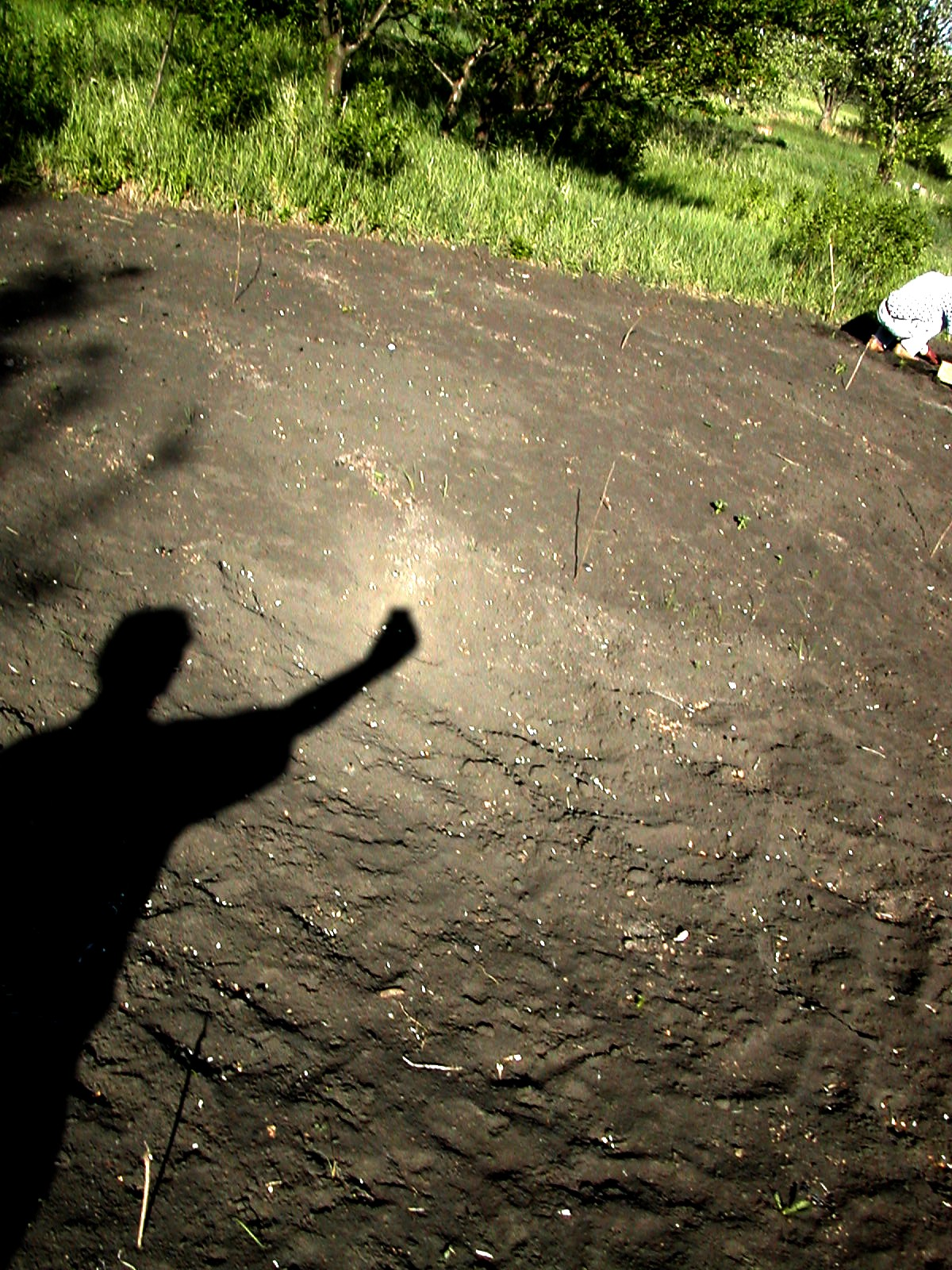
Опозиційний ефект проявляється як світле гало навколо тіні фотоапарата на цьому городі на Чугуївській спостережній станції

### Приховування тіні
Коли фазовий кут малий, на об'єкті майже не залишається видимих тіней, що є однією з причин опозиційного ефекту.
Ефект особливо виражений на реголітових поверхнях безповітряних тіл у Сонячній системі. Зазвичай основною причиною ефекту є те, що дрібні пори та ямки на поверхні, які було б видно як тіні за інших кутів падіння, стають освітленими, коли спостерігач знаходиться майже на одній лінії з джерелом освітлення. Ефект зазвичай помітний лише для дуже малого діапазону фазових кутів поблизу нуля.
Для планетних кілець опозиційний ефект виникає, коли спостерігач перестає бачити тіні, які частинки в кільці відкидають одна на одну. Це пояснення вперше було запропоновано Гуґо фон Зелігером у 1887 році, і тепер сам опозиційний ефект часто називають на його честь ефектом Зеелігера.

### Когерентне зворотне розсіювання
Додатковим ефектом, який збільшує яскравість під час опозиції, є когерентне зворотне розсіювання світла. При цьому відбите світло посилюється під вузькими кутами, якщо розмір розсіювачів на поверхні тіла порівнянний з довжиною хвилі світла, а відстань між розсіюючими частинками більша за довжину хвилі. Збільшення яскравості відбувається за рахунок когерентного поєднання відбитого світла з випромінюваним світлом.

## Опозиційний ефект для тіл Сонячної системи
Том Герельс в 1956 році першим описав опозиційний ефект для астероїда. Подальші дослідження Герельса показали, що цей ефект може проявлятись і в яскравості Місяця. Він же ввів термін «опозиційний ефект».
Опозиційний ефект був знайдений для більшості безповітряних тіл Сонячної системи, однак він відсутній для тіл зі значною атмосферою.
Наприклад, для Місяця збільшення яскравості між фазовими кутами 4° та 0° оцінюється в 40 %. Це збільшення є сильнішим для високогірних районів із грубішою поверхнею, ніж для відносно гладких місячних морів. Відносно слабка залежність опозиційного ефекту Місяця від довжини хвилі свідчить про те, що основною його причиною є приховування тіні, а не когерентне зворотне розсіювання.